# Lophodermium litseaeoides
Lophodermium litseaeoides är en svampart som beskrevs av Spooner 1991. Lophodermium litseaeoides ingår i släktet Lophodermium och familjen Rhytismataceae.   Inga underarter finns listade i Catalogue of Life.